# 藤澤五月
藤澤 五月（ふじさわ さつき、1991年5月24日 - ）は、日本のカーリング選手。北海道北見市出身。ロコ・ソラーレ所属。2018年平昌オリンピック銅メダリスト。2022年北京オリンピック銀メダリスト。愛称は、「さっちゃん」。同じチームの鈴木夕湖は、父親が従兄弟同士のはとこにあたる。

## 経歴

### 幼少期～ジュニア時代
網走市生まれ。中学校の教員で元カーリング選手にして長野オリンピックの最終候補選手に選ばれていた父（1960年生）にカーリングリンクに連れていってもらったのがきっかけで、5才からカーリングを始める。兄と姉も父の影響でカーリングを始めていた。同年代の子どもと比べ体が大きく、重さ約20kgの大人用ストーンを操れる天性の技術を既に持っていた。姉曰く、子ども時代から既に「負けん気がすごかった」という。姉と同じ、地元・北見のチーム「ステイゴールドII」でプレーするようになる。中学一年生の時、父は「感覚よりも理論を重視する」次女（五月）の素質を見出し、姉と交代する形でチームの作戦を立てるスキップを任せるようになった。後にチームメイトになる吉田知那美は練習試合で藤澤のチームと対戦した時に、「同い年と聞いたけど、私たちとは比べものにならないくらい上手かった」と思ったという。
2007年、北海道北見北斗高等学校に進学。「チーム北見（ステイゴールドII）」のスキップとして、高校1年生（2007年 - 2008年シーズン）、2年生（2008年 - 2009年シーズン）の2期連続で、日本ジュニアカーリング選手権優勝、パシフィックジュニアカーリング選手権優勝を果たし、世界ジュニアカーリング選手権に出場する。この時期の日本のジュニア勢には、既に中学生時代に日本選手権で準優勝経験のある吉田知那美・鈴木夕湖・小野寺佳歩・吉田夕梨花の後のオリンピアン4名からなる「robins」、2008-2009年シーズンから高校生として日本選手権で2年連続準優勝を果たす吉村紗也香らの「WINS」というジュニア年代ながら既に日本トップクラスの力を持つライバルチームが存在しており、彼女らとの競争を制しての日本ジュニア連覇であった。この時期は日本選手権こそ、日程の重なる世界ジュニア選手権への出場のために出場できなかったものの、既に「天才」の称号をほしいままにする存在になっていた。

### 中部電力時代～日本選手権4連覇とソチ五輪不出場～
2009年 - 2010年シーズンには、高校卒業を前に市川美余、清水絵美、佐藤美幸からなる長野県のカーリングチーム「wish」に移籍加入する形で、この年に創設された中部電力カーリング部のメンバーとなり、当時チーム最年少ながら後の退団まで不動のフォーススキップとなった。2009年12月の日本ジュニア選手権では3位にとどまり、個人としての3連覇は逃したものの、2010年3月の日本カーリング選手権大会に個人としてもチームとしても初出場して3位に入賞する。
高校卒業後は地元の北見市を離れ中部電力に入社。翌2011年から日本選手権を3連覇し、2013年の世界女子カーリング選手権にも出場して7位となり、ソチオリンピックの国別出場権獲得はならなかったが、最終予選への国としての出場権を確保した。
しかしソチオリンピック出場をかけた2013年9月の世界最終予選日本代表決定戦で、「追われる立場。負けられないプレッシャー」に屈する形で、小笠原歩が率いる北海道銀行フォルティウスに敗れて出場を逃した。ソチ五輪後に開催された日本選手権では、ソチ五輪で当時の日本女子最高順位タイとなる5位になった北海道銀行を破って4連覇を達成するも、藤澤にとって「どうしたらいいか分からなくなった」と思うほどの大きな挫折だった。
5連覇がかかった2015年の日本選手権では決勝トーナメント進出を果たせず敗退、藤澤はこの大会を最後に2015年3月末、中部電力を退社した。「地元の北海道北見市での活動を検討している」と報道された。

### ロコ・ソラーレ
失意を抱きながら故郷の北見に帰った藤澤は、本橋麻里（ロコ・ソラーレの創設者）と会食の機会を持った。その席で、「さっちゃんも入らない? 私たちは、もう次に進んでいるよ」という本橋の言葉に心を動かされて、ロコ・ソラーレへの移籍（入団）を決心した。北見市にある保険代理店株式会社コンサルトジャパンに所属し、事務として勤務しながらトレーニングを行うようになる。
しかし移籍後しばらくは練習に思うようについていけず、試合に勝てない日々が続いた。そんなある時、「さっちゃんの、やりたいようにやればいいんだよ」という本橋の言葉がきっかけで、前向きな気持ちを持てるようになっていった。そして、ロコ・ソラーレのチームメイトと共に練習や試合を積む過程で、自分が先頭に立ってチームを引っ張らなくてもいい、弱みを見せてもいい、頼れる仲間に出会えているから「ひとりじゃないんだ」と考えることができるようになり、自信を取り戻せたという。
藤澤が自信を取り戻したことで、ロコ・ソラーレは快進撃の道を歩むようになっていった。2016年、日本カーリング選手権大会で優勝し2016年世界女子カーリング選手権大会で準優勝（銀メダル）に輝いた。この世界選手権決勝のスイス戦では、第9エンド終了時点で6-7と相手に1点リードを許した日本代表（LS北見）が後攻で迎えた最終第10エンドでスキップの最終投擲がNo.1に入れば7-7の同点となりエキストラエンド（延長戦）突入という場面で、藤澤が投じたラストストーンがハウスを通過する痛恨のミスショットとなってスイスの前に敗戦を喫して優勝を攫われた。その試合後に藤澤は「最後のショットを決められなかったのは私の責任」と悔恨のコメントを残した。
2017年2月の札幌冬季アジア大会カーリングでは銅メダルにとどまるが、2017年9月の平昌オリンピック代表決定戦では自身の古巣である中部電力に勝利して、自身初めてのオリンピック出場を叶えた。このとき藤澤は、「4年前に負けてカーリングをやってていいんだろうかと思いました。このメンバーで戦えて幸せ者だなと思います。私以上に周りの人が信頼してくれ、チームメートに支えられたし、五輪に出ていない悔しさがありました。ここからまた五輪まで成長できれば」と涙を流しながら述べた。また、「中部電力がいたからこそ、私たちの成長があった」と古巣に感謝の言葉を述べている。

#### 平昌オリンピックでの銅メダル
2018年、藤澤は平昌オリンピックに臨むにあたり、「勝てなくても憧れられる、尊敬されるカーラー」を目指すと心に誓い、「折れない心」を身に付けるためのメンタルトレーニングに取り組み続けてきた。迎えた本番で、藤澤がスキップを務める日本は開幕3連勝を飾ったが、終盤2連戦で藤澤のミスが続き連敗を喫し、自力突破が無くなった一方で、4位争いをしていたアメリカが破れたために結果的にかろうじて予選を4位（5勝4敗）で突破、予選最終戦の対スイスでミスから大敗したため、「正直、複雑」と答える。準決勝で韓国と対戦して敗れ3連敗となるも3位決定戦でイギリスに勝利し、オリンピックにおける日本のカーリング史上初のメダルとなる銅メダルを獲得した。「考えるカーリング」が結実しての銅メダル獲得であることと共に、藤澤は自身が目指した、メダルの似合う「グッドカーラー」になることを叶えた。

#### ミックスダブルスでの戦績
平昌オリンピック直後の2018年3月に行われたミックスダブルス日本選手権に強化委員会推薦枠として、SC軽井沢クラブの山口剛史とペアを組み参加。ラウンドロビンから8戦全勝で優勝し、日本の女子カーリング選手としては小笠原歩に次いで2人目となる4人制・ミックスダブルス両方で日本選手権制覇を達成。4月にスウェーデンで行われるミックスダブルス世界選手権の出場権を獲得した。世界選手権では日本勢史上最高の5位入賞を果たす。
2019年3月の日本選手権は、前年度優勝ペアとして再び山口とペアを組み参加。ラウンドロビンから9戦全勝で2連覇を飾り、4月にノルウェーで行われるミックスダブルス世界選手権の出場権を獲得した。世界選手権では、準々決勝でオーストラリアに逆転負けを喫したが、2年連続で5位入賞。
2020年3月の日本選手権は、前年度優勝ペアとして三たび山口とペアを組み参加。ラウンドロビンから無敗で決勝に進出するも、決勝では同じく無敗であった松村千秋（中部電力）・谷田康真（コンサドーレ札幌）のペアに敗れ準優勝。ペア結成後続いていた国内での連勝記録が「25」でストップした。

#### 北京オリンピックでの銀メダル
2022年2月の北京オリンピックでは、決勝に進出するもイギリスに敗れ、前回平昌大会を上回る銀メダルを獲得した。

## 人物・エピソード
- 先述の通り、両親、兄、姉も含め一家5人全員がカーリング選手である。藤澤の両親は、2016年に北海道ミックスダブルス選手権で大学生などを相手に3位になり全国大会にも出場したほどの実力で、全国大会で2位までに入れば平昌オリンピック出場の可能性もあったという[35]。また、姉の汐里は2019年に第12回日本ミックスダブルスカーリング選手権大会に小野寺浩太と組んで出場した程の実力者でもある[36]。
- スポーツライターの竹田聡一郎は藤澤のことを「趣味はカーリング。特技もカーリング。休日もカーリング。ストーンが恋人という正にカーリングオタク」だと語っている[37]。
- 藤澤自身が「ハウス（円）の中に、石がたくさん入る展開が得意」と語るように、ハイリスク・ハイリターンを狙う、攻撃型の選手といわれる[13]。
- 中部電力カーリング部でチームメイトだった市川美余曰く、「藤澤選手は広い中に止める簡単なショットは苦手。“ここに決めなければならない”というショットの方が得意」。（日本テレビ「Going!Sports&News」での発言）
- 理想のスキップ像としてカナダ代表のジェニファー・ジョーンズを挙げ「自分もそういう選手になりたいですね」と語る[38]。
- 好きな言葉は、「世の中に失敗はない。チャレンジしているうちは失敗はない。諦めた時が失敗である。」[39]。
- 血液型はO型。
- 左利きのためペンや箸は左手で持つが、ストーンは右手で投げる。
- 趣味は500円玉貯金[40]。
- 好きな寿司ネタはサーモン。
- 平昌オリンピックの予選で韓国と対戦した際、韓国のインターネット上で「女優のパク・ボヨンに似ている」と話題になった[41]。韓国国内での検索ワードで上位を記録するなど、国内外で大きな話題を呼んだ[42]。準決勝で再び韓国と対戦することが決まった際、韓国のスキップでもある金恩貞と比較をするメディアが多数現れ、一部メディアは「美女スキップ対決」と報じたが藤澤は、「綺麗さでは負けますがショットで頑張りたいです」と自らかわした[43]。結果は7-8で日本が敗れ決勝進出を逃した[44]が、翌日の3位決定戦でイギリスに勝利を収め銅メダルを獲得した。
- アジア人選手で初めて世界で活躍する15名の女性トップカーラーによる「女性カーリングカレンダー2019」に掲載された。また、このカレンダーはチャリティーカレンダーであり、売上は善意団体に寄付された[45]。
- 2023年7月22日に茨城県水戸市で開催されたボディメイクコンテスト「MOLA CUP」に出場[46][47]。カーリングのシーズンオフを利用して筋力トレーニングに励み筋肉美を披露し、女子ビキニクラスのノービスで3位、オープンで2位に入賞した[47][48]。

## 略歴
主な経歴。
1991年
- 北海道北見市に生まれる。

1996年頃
- 5歳よりカーリングを始める[49][50]。

2007年
- 北海道北見北斗高等学校に進学。
- チーム北見として第16回日本ジュニアカーリング選手権大会に出場、優勝[51]。

2008年
- 2008年パシフィックジュニアカーリング選手権、優勝[52]。
- 2008年世界ジュニアカーリング選手権、7位[52]。
- 第17回日本ジュニアカーリング選手権大会、優勝[53]。

2009年
- 2009年パシフィックジュニアカーリング選手権、優勝[52]。
- 2009年世界ジュニアカーリング選手権、10位[52]。

2010年
- 中部電力として第27回日本カーリング選手権大会に出場、3位入賞[54]。
- 高校卒業後、中部電力に入社[55]。

2011年
- 第28回日本カーリング選手権大会、優勝[56]。

2012年
- 第29回日本カーリング選手権大会、優勝[57]。

2013年
- 第30回日本カーリング選手権大会、優勝[58]。
- 2013年世界女子カーリング選手権大会、7位[52]。

2014年
- 第31回日本カーリング選手権大会、優勝[59]。

2015年
- 中部電力を退社[60]、ロコ・ソラーレに入団[61]。
- 2015年パシフィックアジアカーリング選手権、優勝[52][62]。

2016年
- 第33回日本カーリング選手権大会、優勝[63]。
- 2016年世界女子カーリング選手権大会、準優勝[52]。

2018年
- 平昌オリンピック、銅メダル[52][64][65]。
- 第11回日本ミックスダブルスカーリング選手権大会、優勝[66]。
- 2018年世界ミックスダブルスカーリング選手権大会、5位[52]。
- カーリング・ワールドカップ・第2節、優勝[52]。

2019年
- 第12回日本ミックスダブルスカーリング選手権大会、優勝[67][68]。
- 2019年世界ミックスダブルスカーリング選手権大会、5位[52]。

2020年
- 第37回日本カーリング選手権大会、優勝[69]。

2022年
- 北京オリンピック、銀メダル[52]。
- 第39回日本カーリング選手権大会、優勝。MVP賞を受賞[70]。
- 7月1日付で日本カーリング協会執行役員・アスリート委員長に就任[71]。

2023年
- カナディアンオープン、優勝[72]。
- 第40回日本カーリング選手権大会、優勝[73]。

## チーム

### 4人制女子
| シーズン | スキップ | サード     | セカンド   | リード     | リザーブ   | 主な大会                               |
| -------- | -------- | ---------- | ---------- | ---------- | ---------- | -------------------------------------- |
| 2007–08  | 藤澤五月 | 藤澤汐里   | 岡部結衣   | 篠尾円佳   |            | JJCC 2007                              |
| 2007–08  | 藤澤五月 | 藤澤汐里   | 岡部結衣   | 篠尾円佳   | 古瀬雪菜   | WJCC 2008                              |
| 2008–09  | 藤澤五月 | 藤澤汐里   | 岡部円佳   | 笠原初菜   |            | JJCC 2008                              |
| 2008–09  | 藤澤五月 | 藤澤汐里   | 岡部結衣   | 篠尾円佳   | 土屋海     | WJCC 2009                              |
| 2009–10  | 藤澤五月 | 市川美余   | 清水絵美   | 佐藤美幸   |            | JCC 2010                               |
| 2010–11  | 藤澤五月 | 市川美余   | 清水絵美   | 佐藤美幸   | 土屋由加子 | JCC 2011                               |
| 2011–12  | 藤澤五月 | 市川美余   | 清水絵美   | 佐藤美幸   | 松村千秋   | PACC 2011                              |
| 2012–13  | 藤澤五月 | 市川美余   | 清水絵美   | 松村千秋   | 佐藤美幸   | WWCC 2013                              |
| 2013–14  | 藤澤五月 | 市川美余   | 松村千秋   | 清水絵美   | 佐藤美幸   | JCC 2014                               |
| 2014–15  | 藤澤五月 | 清水絵美   | 松村千秋   | 北澤育恵   | 石郷岡葉純 | JCC 2015                               |
| 2015–16  | 藤澤五月 | 吉田知那美 | 鈴木夕湖   | 吉田夕梨花 | 石崎琴美   | PACC 2015                              |
| 2015–16  | 藤澤五月 | 吉田知那美 | 鈴木夕湖   | 吉田夕梨花 | 本橋麻里   | WWCC 2016                              |
| 2016–17  | 藤澤五月 | 吉田知那美 | 鈴木夕湖   | 吉田夕梨花 | 本橋麻里   | PACC 2016                              |
| 2016–17  | 藤澤五月 | 本橋麻里   | 吉田知那美 | 吉田夕梨花 | 鈴木夕湖   | AWG 2017                               |
| 2017–18  | 藤澤五月 | 吉田知那美 | 本橋麻里   | 吉田夕梨花 | 鈴木夕湖   | PACC 2017                              |
| 2017–18  | 藤澤五月 | 吉田知那美 | 鈴木夕湖   | 吉田夕梨花 | 本橋麻里   | OG 2018                                |
| 2018–19  | 藤澤五月 | 吉田知那美 | 鈴木夕湖   | 吉田夕梨花 | 石崎琴美   | PACC 2018                              |
| 2018–19  | 藤澤五月 | 吉田知那美 | 鈴木夕湖   | 吉田夕梨花 | JCC 2019   |                                        |
| 2019–20  | 藤澤五月 | 吉田知那美 | 鈴木夕湖   | 吉田夕梨花 |            | JCC 2020                               |
| 2019–20  | 藤澤五月 | 吉田知那美 | 鈴木夕湖   | 吉田夕梨花 | 荻原詠理   | WWCC 2020                              |
| 2020–21  | 藤澤五月 | 吉田知那美 | 鈴木夕湖   | 吉田夕梨花 | 石崎琴美   | JCC 2021                               |
| 2021–22  | 藤澤五月 | 吉田知那美 | 鈴木夕湖   | 吉田夕梨花 | 石崎琴美   | JOCT 2021, OQE 2021, OG 2022, JCC 2022 |
| 2022–23  | 藤澤五月 | 吉田知那美 | 鈴木夕湖   | 吉田夕梨花 | 石崎琴美   | PCCC2022, JCC 2023                     |
| 2023-24  | 藤澤五月 | 吉田知那美 | 鈴木夕湖   | 吉田夕梨花 | 石崎琴美   | JCC 2024                               |
| 2024-25  | 藤澤五月 | 吉田知那美 | 鈴木夕湖   | 吉田夕梨花 |            | JCC 2025                               |

### ミックスダブルス
| シーズン | 女性     | 男性     | 主な大会   |
| -------- | -------- | -------- | ---------- |
| 2017–18  | 藤澤五月 | 山口剛史 | WMDCC 2018 |
| 2018–19  | 藤澤五月 | 山口剛史 | WMDCC 2019 |
| 2019–20  | 藤澤五月 | 山口剛史 | JMDCC 2020 |
| 2020–21  | 藤澤五月 | 山口剛史 | JMDCC 2021 |
| 2022–23  | 藤澤五月 | 山口剛史 | JMDCC 2023 |

## 戦績
| 大会                       | 大会                       | 07–08 | 08–09 | 09–10 | 10–11 | 11–12 | 12–13 | 13–14 | 14–15 | 15–16 | 16–17 | 17–18 | 18–19 | 19–20 | 20–21 | 21–22 | 22–23 | 23–24 |
| 4人制                      | 4人制                      | 4人制 | 4人制 | 4人制 | 4人制 | 4人制 | 4人制 | 4人制 | 4人制 | 4人制 | 4人制 | 4人制 | 4人制 | 4人制 | 4人制 | 4人制 | 4人制 | 4人制 |
| -------------------------- | -------------------------- | ----- | ----- | ----- | ----- | ----- | ----- | ----- | ----- | ----- | ----- | ----- | ----- | ----- | ----- | ----- | ----- | ----- |
| 冬季オリンピック           | 冬季オリンピック           |       |       |       |       |       |       |       |       |       |       | 3     |       |       |       | 2     |       |       |
| 世界選手権                 | 世界選手権                 |       |       |       |       |       | 7     |       |       | 2     |       |       |       | 中止  |       |       |       |       |
| パンコンチネンタル選手権   | パンコンチネンタル選手権   |       |       |       |       |       |       |       |       |       |       |       |       |       |       |       | 1     |       |
| パシフィックアジア選手権   | パシフィックアジア選手権   |       |       |       |       | 4     | 2     |       |       | 1     | 3     | 2     | 2     |       | 中止  |       |       |       |
| アジア冬季大会             | アジア冬季大会             |       |       |       |       |       |       |       |       |       |       | 3     |       |       |       |       |       |       |
| 世界ジュニア選手権         | 世界ジュニア選手権         | 7     | 10    |       |       |       |       |       |       |       |       |       |       |       |       |       |       |       |
| パシフィックジュニア選手権 | パシフィックジュニア選手権 | 1     | 1     |       |       |       |       |       |       |       |       |       |       |       |       |       |       |       |
| ワールドカップ             | 第1節                      |       |       |       |       |       |       |       |       |       |       |       | 4     |       |       |       |       |       |
| ワールドカップ             | 第2節                      |       |       |       |       |       |       |       |       |       |       |       | 1     |       |       |       |       |       |
| ワールドカップ             | 第3節                      |       |       |       |       |       |       |       |       |       |       |       |       |       |       |       |       |       |
| ワールドカップ             | 最終節                     |       |       |       |       |       |       |       |       |       |       |       | 4     |       |       |       |       |       |
| 日本選手権                 | 日本選手権                 |       |       | 3     | 1     | 1     | 1     | 1     | 6     | 1     | 2     |       | 2     | 1     | 2     | 1     | 1     | 4     |
| 中部選手権                 | 中部選手権                 |       |       | 1     | 1     | 1     | 1     | 1     |       |       |       |       |       |       |       |       |       |       |
| ミックスダブルス           |                            |       |       |       |       |       |       |       |       |       |       |       |       |       |       |       |       |       |
| 世界選手権                 | 世界選手権                 |       |       |       |       |       |       |       |       |       |       | 5     | 5     |       |       |       |       |       |
| 日本選手権                 | 日本選手権                 |       |       |       |       |       |       |       |       |       |       | 1     | 1     | 2     | 5T    | 中止  | 4     |       |

### オリンピック
- 2018年平昌オリンピック： 銅メダル（LS北見／日本代表）
- 2022年北京オリンピック： 銀メダル（ロコ・ソラーレ／日本代表）

### 世界選手権
- 2013年世界女子カーリング選手権大会：7位（中部電力／日本代表）
- 2016年世界女子カーリング選手権大会： 銀メダル（LS北見／日本代表）

### パンコンチネンタル選手権
- 2022年パンコンチネンタルカーリング選手権： 金メダル（ロコ・ソラーレ／日本代表）

### パシフィックアジア選手権
- 2011年パシフィックアジアカーリング選手権大会（英語版）：4位（中部電力／日本代表）
- 2012年パシフィックアジアカーリング選手権大会（英語版）： 銀メダル（中部電力／日本代表）
- 2015年パシフィックアジアカーリング選手権大会： 金メダル（LS北見／日本代表）
- 2016年パシフィックアジアカーリング選手権大会： 銅メダル（LS北見／日本代表）
- 2017年パシフィックアジアカーリング選手権大会： 銀メダル（LS北見／日本代表）
- 2018年パシフィックアジアカーリング選手権大会： 銀メダル（ロコ・ソラーレ／日本代表）

### 日本選手権
- 第27回日本カーリング選手権大会（2010年）： 銅メダル（中部電力）
- 第28回日本カーリング選手権大会（2011年）： 金メダル（中部電力）
- 第29回日本カーリング選手権大会（2012年）： 金メダル（中部電力）
- 第30回日本カーリング選手権大会（2013年）： 金メダル（中部電力）
- 第31回日本カーリング選手権大会（2014年）： 金メダル（中部電力）
- 第32回日本カーリング選手権大会（2015年）：6位（中部電力）
- 第33回日本カーリング選手権大会（2016年）： 金メダル（LS北見）
- 第34回日本カーリング選手権大会（2017年）： 銀メダル（LS北見）
- 第35回日本カーリング選手権大会（2018年）：不参加
- 第36回日本カーリング選手権大会（2019年）： 銀メダル（ロコ・ソラーレ）
- 第37回日本カーリング選手権大会（2020年）： 金メダル（ロコ・ソラーレ）
- 第38回日本カーリング選手権大会（2021年）： 銀メダル（ロコ・ソラーレ）
- 第39回日本カーリング選手権大会（2022年）： 金メダル（ロコ・ソラーレ）
- 第40回日本カーリング選手権大会（2023年）： 金メダル（ロコ・ソラーレ）
- 第41回日本カーリング選手権大会（2024年）：4位（ロコ・ソラーレ）

### ミックスダブルス
- 2018年世界ミックスダブルスカーリング選手権大会：5位（藤澤・山口／日本代表）
- 2019年世界ミックスダブルスカーリング選手権大会：5位（藤澤・山口／日本代表）
- 第11回日本ミックスダブルスカーリング選手権大会（2018年）： 金メダル（藤澤・山口）
- 第12回日本ミックスダブルスカーリング選手権大会（2019年）： 金メダル（藤澤・山口）
- 第13回日本ミックスダブルスカーリング選手権大会（2020年）： 銀メダル（藤澤・山口）
- 第14回日本ミックスダブルスカーリング選手権大会（2021年）：準々決勝敗退（藤澤・山口）
- 第16回日本ミックスダブルスカーリング選手権大会（2023年）：4位（藤澤・山口）

### ワールドカーリングツアー

#### グランドスラム
ワールドカーリングツアーにおける最高峰の大会シリーズであるグランドスラムの成績。
| 略語の説明 | 略語の説明         |
| ---------- | ------------------ |
| C          | 優勝               |
| F          | 準優勝             |
| SF         | ベスト4            |
| QF         | ベスト6・ベスト8   |
| R16        | ベスト16           |
| Q          | 予選敗退           |
| T2         | ティア2（2部）出場 |
| DNP        | 大会不参加         |
| N/A        | 開催せず           |

| 大会 / シーズン        | 2013–14 | 2014–15 | 2015–16 | 2016–17 | 2017–18 | 2018–19 | 2019–20 | 2020–21 | 2021–22 | 2022–23 |
| ---------------------- | ------- | ------- | ------- | ------- | ------- | ------- | ------- | ------- | ------- | ------- |
| ナショナル             | N/A     | N/A     | DNP     | DNP     | DNP     | QF      | SF      | N/A     | Q       | SF      |
| ツアーチャレンジ       | N/A     | N/A     | DNP     | DNP     | DNP     | DNP     | SF      | N/A     | N/A     | Q       |
| マスターズ             | Q       | DNP     | DNP     | DNP     | DNP     | Q       | QF      | N/A     | Q       | Q       |
| カナディアン・オープン | N/A     | DNP     | DNP     | DNP     | DNP     | Q       | SF      | N/A     | N/A     | C       |
| プレーヤーズ           | DNP     | DNP     | DNP     | DNP     | QF      | QF      | N/A     | QF      | QF      |         |
| チャンピオンズカップ   | N/A     | N/A     | Q       | DNP     | DNP     | DNP     | N/A     | QF      | DNP     |         |

旧グランドスラム
| 大会 / シーズン  | 2011–12 | 2012–13 | 2013–14 | 2014–15 | 2015–16 | 2016–17 | 2017–18 | 2018–19 |
| ---------------- | ------- | ------- | ------- | ------- | ------- | ------- | ------- | ------- |
| エリート10       | N/A     | N/A     | N/A     | N/A     | N/A     | N/A     | N/A     | DNP     |
| マニトバ・ロト   | Q       | DNP     | Q       | N/A     | N/A     | N/A     | N/A     | N/A     |
| オータムゴールド | DNP     | DNP     | Q       | SF      | N/A     | N/A     | N/A     | N/A     |

### その他

#### アジア冬季競技大会
- 2017年アジア冬季競技大会： 銅メダル（LS北見／日本代表）

#### ワールドカップ
- カーリング・ワールドカップ（2018–19年シーズン第1節）：4位（ロコ・ソラーレ／日本代表）
- カーリング・ワールドカップ（2018–19年シーズン第2節）： 金メダル（ロコ・ソラーレ／日本代表）
- カーリング・ワールドカップ（2018–19年シーズン最終節）：4位（ロコ・ソラーレ／日本代表）

#### 中部選手権
- 中部カーリング選手権： 金メダル（5回／2010年 - 2014年）

#### ジュニア
- 世界ジュニアカーリング選手権：7位（2008年）、10位（2009年）
- パシフィックジュニアカーリング選手権： 金メダル（2回／2008年・2009年）